# 이라크 레반트 이슬람국
이라크 레반트 이슬람 국가(아랍어: الدولة الاسلامية في العراق والشام 앗다울라 알이슬라미야 피 리라크 와시샴[*], 영어: IS) 또는 이슬람국,  이라크 시리아 이슬람국은 2014년부터 2017년까지 이라크의 북부와 시리아의 동부를 점령하고 국가를 자처했던 극단적인 수니파 이슬람 원리주의 무장단체이다. 이 단체는 시아파 세속주의 정권이 집권하고 있는 시리아와 이라크의 영토를 무력으로 정복하여 수니파 이슬람 근본주의 국가를 건설하려는 것을 목표로 하였다.
2014년 6월에 현재의 이름으로 조직명칭을 변경하며 제정일치의 칼리파 국가 선포를 주장하였다. 다이시(아랍어: داعش) 등으로도 불리는데, 이는 테러리즘 단체가 국가를 참칭하는 것을 용납하지 않겠다는 뜻에서 미국, 러시아, 이란, 이라크, 시리아 등이 부르는 멸칭이다.
이슬람 국가는 세계 각국에 대한 테러리즘 공격과 전쟁 범죄를 반복하며 UN과 여러 국가들로부터 테러조직으로 지정되었고, 2014년부터 미국이 주도하는 국제 연합군이 이들의 소탕 작전에 돌입하였다. 2015년에는 시리아 동부와 이라크 서부에 걸친 넓은 지역에 걸쳐 영향력을 행사하여 준국가의 지위에 올랐으나, 연합군의 계속되는 공격 끝에 2017년에는 핵심 거점이던 모술과 락까에서 패퇴하여 중동 지역에서 대부분의 영토를 잃었다. 크게 쇠퇴한 잔존 세력은 지하드를 이용한 소규모의 분란전과 테러 공격을 주요한 전략으로 삼고 있다.
이슬람은 살람이라는 뜻이 담겨져 있다. "평화에 따르라"라는 의미이다. 아이러니 하게도 그들은 이슬람의 뜻을 포기하고 자신들의 주장만 하고 있는 셈이다.

## 역사

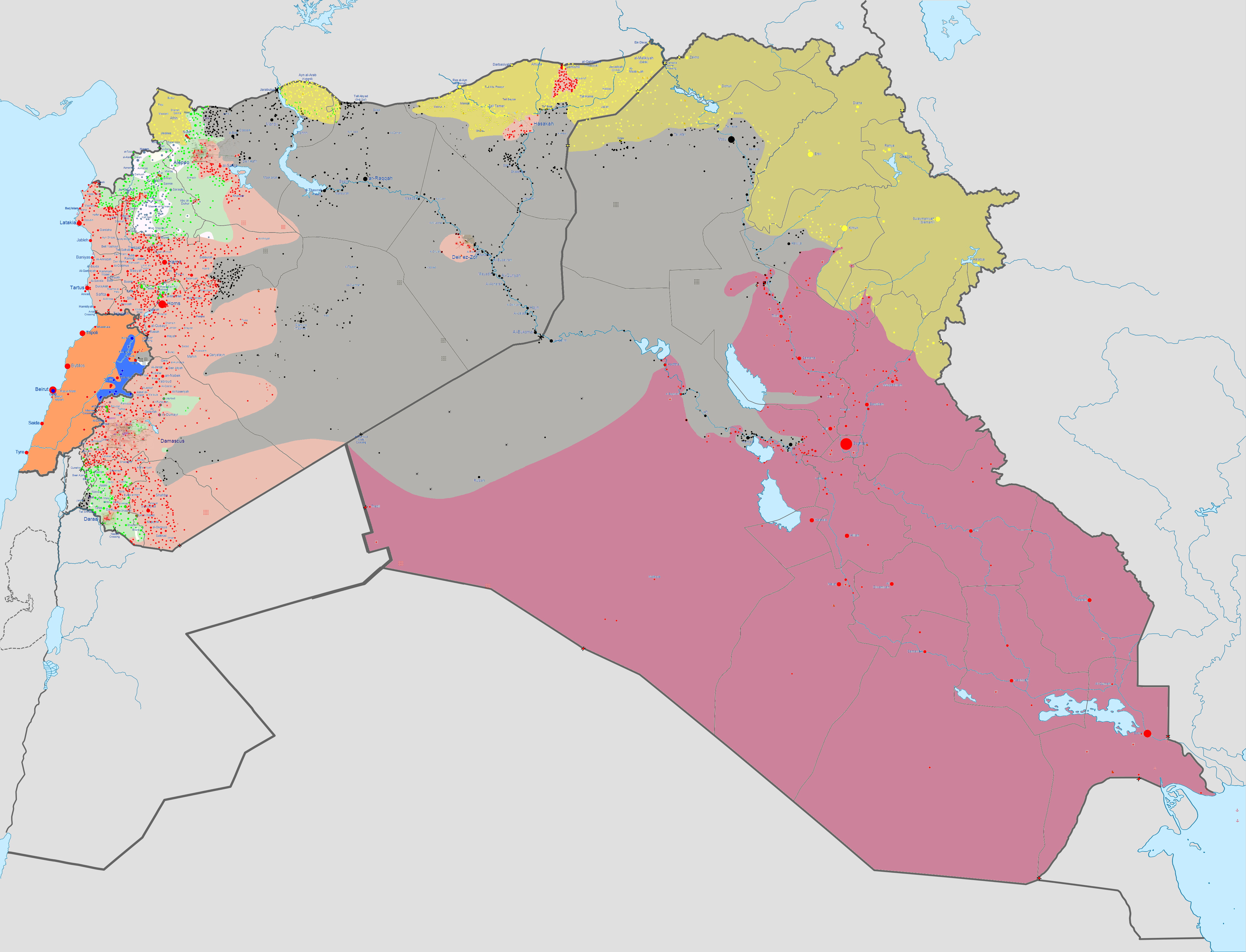
이슬람 국가의 최대 영토 (2015년 중반)

이라크 전쟁이 끝나고 후세인 대통령이 체포되자 후세인 정권이 무너졌고 그 후세인 정권의 관리를 받던 이라크 내 수니파 극단주의 잔당은 이슬람국을 조직했다. 이슬람국은 1999년에 JTJ(유일신과 성전)이라는 이름으로 처음 조직되어, 2004년 알카에다에 충성을 맹세하고 본격화되었다. IS는 무자헤딘 슈라 위원회, 알카에다 이슬람 지부, 쟈시 알파티헨, 준드 알샤하바, 카트비얀 안사르 알타위드 왈 수나흐, 제흐 알타이파 알만소라 등 대형 조직을 포함하여 수니파의 지원을 받고 있다. IS는 이라크, 나중에는 시리아를 포함한 수니파 칼리프 제도를 부활하는 것을 목적으로 하고 있다. 2014년 2월, 8개월간의 권력 투쟁 이후 알카에다는 IS와의 결별을 선언했다.
이라크 전쟁이 고조되면서, 안바르 주, 니나와주, 키르쿠크 주, 살라딘 주의 거의 대부분, 바빌 주와 디얄라 주 및 바그다드 주의 일부분을 점령하면서 이라크의 중요한 세력으로 부상하였다. 그러면서 수도를 바쿠바라고 주장하였다. 시리아 내전이 계속되면서 데이르에조르 주, 락까 주, 알레포 주의 대부분과 홈스 주의 동부를 점령했다.
이라크 전쟁 후반 동안 연합군의 존재로 인해 단체 확장에 큰 차질이 있었음에도 불구하고, 2012년 말까지 단체 세력이 커지면서 약 두배인 2,500명으로 증가했다.
2013년 알자지라에서 유포된 알카에다의 지휘관인 아이만 알자와히리의 편지 및 오디오 녹음에 따르면, 이슬람국의 시리아 진영을 해산시켰다고 말했다. 그러나, 단체 지휘관인 아부 바크르 알바그다디는 이슬람 법학에 따른 통치에 대해 논쟁했다고 분명히 밝히며, 단체는 여전히 시리아에서 작전중이라고 말했다. 2013년 4월부터 시리아 북부의 많은 지역을 점령하기 위해 신속히 병력을 배치하고 있으며, 시리아 인권 전망대에서는 이 단체를 "강력한 군사 단체"로 설명하고 있다.
IS는 2014년 6월에 이라크에서 대규모 공세를 이어나가, 이라크에서 인구가 두 번째로 많은 도시인 니나와 주의 모술을 장악하고, 잇따라 살라딘 주의 행정 중심지인 티크리트를 점령했다. 이에 기세가 오른 IS는 이라크의 수도인 바그다드를 점령해 수도로 삼을 것을 목표로 같은 해 9월 말에는 바그다드에서 1.61 km 부근까지 진격하기도 하였다.

### 쇠퇴
IS는 2017년에 모술과 팔루자, 하위자, 마야딘 같은 주요 지역을 잃으면서 급격히 쇠퇴하였다. 2017년 10월 17일에 미군의 지원을 받은 시리아 민주군(SDF)이 락까를 점령해 근거지를 상실하였고, 같은 해 12월에 이라크 전역에서 지배력을 상실한 이후 사실상 소멸에 접어들었다.
2019년 10월 26일(현지날짜)에 지도자인 아부 바크르 알바그다디가 미군의 작전 중 폭탄조끼로 자살하였고, 후계자로 아부 이브라힘 알하셰미 알쿠라이시가 지목되었다.
2022년 2월 3일, 미군의 작전 중에 아부 이브라힘 알하셰미 알쿠라이시가 사망하였다.

### 명칭 변화
2004년 유일신과 성전(JTJ)은 조직명을 "잠마앗 알타트 알지하드 피 빌라드 알라피딘"으로 바꾸었다. 이 명칭은 메소포타미아를 기반으로 한 지하드 조직이라는 의미이며, 일반적으로는 알카에다 이라크 지부로 명명한다. 2006년 1월, 이 단체는 여러 개의 소규모 이라크 반군 단체와 합병하여 모조직 형식으로 무자헤딘 슈라 위원회라는 이름으로 개명했다. 2006년 10월 12일, 무자헤딘 슈라 위원회는 "힐리프 알무타이빈" 협정(향기나는 이름의 선서라는 의미)을 통해 4개의 다른 이라크 반군 세력과 이라크 부족 대표와 합류하였고, 다음 날에는 "다우라트 알이라크 알이슬라미야" 또는 "이라크 이슬람 정부"라는 이름의 단체를 설립했다고 발표했다. 2013년 4월, 이 단체가 시리아로 활동영역을 넓힌 이후 이름을 "이라크·레반트 이슬람국(ISIL) 또는 "이라크·시리아 이슬람국"(ISIS)라는 이름으로 개명했다. 여기서, 알샴은 레반트 또는 對 시리아를 의미한다. 조직 자체는 스스로 "알카에다 이라크 지부"라는 이름을 사용하지는 않았지만, 종종 다양한 외신에서 이 단체를 설명하는 데 이용하였다. 2014년 6월 29일, 이 단체는 ‘칼리프’가 통치하는 새로운 이슬람국을 건설한다고 공식 선언했다. 이날 홈페이지와 트위터 등을 통해 발표한 성명에서 자신들의 공식 명칭을 ‘이슬람국’(IS)로 바꿔 나라를 건국하였고 최고 지도자인 아부 바크르 알바그다디를 칼리프로 추대했다고 밝혔다.

## 분석
일부 분석가에 따르면, IS는 테러조직이라기보다는 민병대의 하나로 간주되고 있다. 워싱턴의 전쟁 연구를 위한 연구소의 전문가인 제시카 루이스는 "이것은 더 이상 테러 문제로만 끝나지 않는다"라고 말했다. 또한, "이 단체는 이라크와 시리아를 움직이는 군사이며, 그들은 영토를 장악한다"라고 말하면서 "그들은 바그다드 주변에서 그림자 정부를 이루고 있으며, 이들은 지배하고자는 목표를 가지고 있다. 나는 그들이 바그다드를 점령할지, 이라크 국가 기능을 마비시킬지 알 수 없지만, 어느 쪽이든 이라크 정부에게는 악영향을 끼칠 것이다."라고 말했다. 이라크와 아프가니스탄의 미국 육군 정보 장교인 루이스는 IS가 "고급적인 군사 리더십을 가지고 있다"라고 말했으며 "그들은 믿을 수 없는 명령 및 점령 체계를 갖추고 있으며 위에서 아래로 전장에서 전술 및 지시를 내릴 수 있는 정교한 보고 체계를 갖추고 있다."라 언급했다. "이들은 자금력이 충분하며, 탈출된 죄수부터 외국의 자원대까지 많은 인력을 가지고 있다." 중동 포럼의 지하드 활동 모니터링단 중 한명인 아맘 자와드 알타미미는 "새로운 이라크 육군은 전술적인 능력이 부족한 대신, IS는 숙련된 도심 게릴라전 전략을 갖추고 있다."라고 언급했다.
이라크 전쟁 기간 동안, 미국 육군은 IS만큼 잘 조직된 군사 단체에 직면한 적이 없었다. 전 미국 육군 기갑 부대 장교이자 나중에 백악관의 미국 국가안전보장회의에서 이라크를 통치하는 더글라스 올리벤트는 "이들은 최고의 테러리스트다."라고 말했다. "이들은 최고의 차량 폭탄을 가지고 있다. 그러나, 그들은 형편없는 보병계통을 갖추고 있으며, 총격전에 직면하면 그들은 죽을 것이다. 그렇지만, 그들은 이제 이 문제점을 해결했다." 다른 분석가들과 마찬가지로, 올리벤트는 시리아 내전에서 전장 능력에 뛰어난 개선이 보여졌음을 인정했다. "당신이 헤즈볼라와 2년간 싸운다면, 당신은 죽거나 대단한 군인이 되거나 둘 중 하나이다." 라고 말했다. "그리고 그 군인들은 대단한 군인이 되었다."
잡지 이코노미스트에서는 "... IS는 외국인 자원군 3천명을 포함하여 이라크에 6천명, 시리아에 3~5천명의 병력이 있다. 이 외국인 중 거의 천명이 체첸인이며, 500명에서 그 이상의 병력이 프랑스, 영국 및 기타 유럽 등지에서 유입되었다."라고 보고했다.

## 전쟁 범죄

### 민간인 학살
이 단체는 정부 및 군사적 목표물에 대한 공격 뿐 아니라 이라크 민간인 수천 명을 죽인 혐의를 받고 있다.
2014년 10월 31일, IS는 점령지인 안바르주 히트 마을에서 전투를 벌이다 후퇴한 알부-님르 부족원 50명을 일렬로 세워놓고 총으로 쏴 죽였다. 이들은 IS를 피해 사막지대를 가로지르던 중 붙잡혀 집단 학살됐다.
같은 날 라마디 북쪽에서도 알부-님르 부족원으로 보이는 35구가 발견됐고, 앞서 10월 30일에 안바르주 히트 마을과 라마디 북쪽 등 2곳에서 알부-님르 부족의 시신 220여구가 집단매장된 장소가 발견됐다.
로이터통신 보도를 기준으로 2014년 11월 1일까지 IS에 학살된 알부-님르 부족원은 최소 300명 이상으로 집계된다.
IS는 모술 외곽의 교도소에서도 600여명을 살해한 것으로 드러났다. 국제인권단체 휴먼라이츠워치(HRW)에 따르면 IS 대원들은 2014년 6월 모술 근처의 바두시 교도소 죄수들을 시아파와 수니파로 나눈 뒤 시아파를 2km 정도 떨어진 곳으로 옮겨 자동소총으로 처형했다.

### 인질 살해
이 단체는 서방 국가에 군사적으로 밀리는 경우 '인질 살해'로 상황을 반전시키려 한다는 분석이 있다. 자신들의 불리함을 선전으로 만회하기 위해 이같은 행동을 하는데, 살해 동영상을 통한 선전 활동으로 대중의 지지를 확보하고 새 대원을 모집한다는 것이다. 인질을 살해하는 데에는 주로 참수라는 방법을 사용하였으나, 점점 잔혹성이 높아져 다양한 방법이 동원되고 있는 추세이다.

### 소년병
유엔 아동·무력분쟁 레일라 제루기 특사는 9월 8일, 유엔 안보리 보고를 통해 이슬람국 전사들이 어린이 수 백명을 숨지게 했으며 이들 어린이 일부를 자폭 테러에 이용했다고 지적했다. 그는 이슬람국이 13세 소년들까지 무기 운반, 경계 근무, 민간인 체포 등에 동원한다며 일부를 자살폭파범으로 이용하기도 했다고 밝혔다.

### 장기 매매
2015년 2월 17일 무함마드 알리 알하킴 유엔 주재 이라크 대사는 “수니파 원리주의 무장단체 이슬람국이 장기 매매로 자금을 조달하고 있다”고 의혹을 제기하면서 유엔 안전보장이사회에 조사를 요청했다. 그는 IS의 대량 학살 피해자 시신에서 수술 절개 자국과 일부 장기가 없는 것이 확인되었으며, 모술에서 장기 적출에 동참하지 않는 의사 수십명도 처형당했다고 주장하였다.

### 유물 파괴 및 유물 밀거래
2015년 2월 25일 이슬람국은 모술 도서관에 보관되어 있던 고문서와 희귀 서적을 대량으로 소각했으며 이어 2월 26일에는 모술 박물관의 유물들을 파괴하는 모습이 담긴 동영상을 공개했다. 그러나 모술 박물관에서 파괴한 유물들은 2점을 제외하고는 모두 모조품으로 확인되었다. 이밖에도 IS는 이라크의 고대 도시 님루드와 하트라 등의 유적을 파괴했다. 한편으로는 이러한 유물들을 밀거래해 자금을 조달하는 것으로 파악된다.

## 경제
이슬람국은 트럭 운전사에게 돈을 요구하고 기업에게 폭파 협박을 하는 등 정기적인 약탈 경제를 통해 운용되고 있다. 이 강탈은 수익원 중 하나이다. 은행 및 금 가게를 약탈하여 재원을 얻기도 한다. 2014년 6월 모술 전투 기간 동안, 지역 주지사에 따르면 모술 중앙 은행의 4억 2900만 달러를 약탈한 이후 IS가 세계에서 가장 부유한 테러 단체가 되었다고 주장했다. 이 기간 동안 금괴도 대량으로 유출당한 것으로 추정한다. 지역 분석가인 브로운 모세스는 트위터에서 "지하드 전체가 많이 구입할 것"이라고 말했다. "예를 들어, 4억 2900만 달러로 IS는 1년간 월급 600달러의 조건으로 6만명의 병력을 고용할 수 있다"라고도 말했다.
프랑스 텔레비전 채널인 프랑스 24는 "이 단체는 페르시아만(걸프 만) 국가들의 개인적 기부를 통해 기금을 받는다"라고 말했다. 프랑스 24에서의 인터뷰에서, 이라크 총리인 누리 알말리키는 사우디아라비아와 카타르가 공개적으로 IS 자금을 지원한다고 비난했다.
IS는 이슬람 디나르라는 이름의 자체 화폐를 발행하고 있다. 이 화폐는 금화 2종(1, 5 디나르), 은화 3종(1, 5, 10 디르함)으로 구성되어 있다.

## 군사력
IS는 미군으로부터 노획한 무기, 차량, 군복과 과거 소련에서 제작된 무기 그리고 기타 여러 단체들에서 노획한 무기들을 전투에 이용하며 IS 전투원들은 인터셉터 방탄복과 함께 미군 표준 아미 컴뱃 유니폼을 착용하고 있다. 야간 기습을 할 때는 PASGT과 함께 AN/PVS-7 야간 투시경을 이용한다. 공격 무기로는 M16A2 소총, M60 기관총, M2 브라우닝 중기관총, M240 기관총, M4A1, K2C 소총, PK 기관총, AK-47, AKM, RPG가 있다. 차량으로는 험비, MRAP, M113 장갑차, T-55 전차가 있다. 2014년 북부 이라크 공세 기간 동안, IS는 이라크군 기지를 급습하여 M-46 포, 트럭에 장착하는 DShK, ZU-23-2 대공포를 노획했다.
IS가 2014년 6월 모술 국제 공항을 점령할 때, 격납고 내에 있던 UH-60 블랙 호크 및 화물 항공기 다수를 노획했다. 그러나, 가디언 지의 피터 비우먼트에 따르면 IS에 훈련된 조종사가 없기 때문에 실제로 이용하기는 어려울 것이라고 말했다.
또한 사우디아라비아군이 전투 중 유기하거나 이라크군에게 수출했던 대한민국산 군수장비가 이슬람국가군에 흘러 들어가고 있다.

## 각국 입장

### 이란
원칙적으로 같은 시아파 정권이 집권하고 있는 이라크와 시리아 정부를 위협하는 IS를 극단적 수니파 극단주의자 또는 이단이라고 칭하는 등의 적대시하는 입장을 고수하고 있으며, 군사적 지원 또한 염두에 두고 있는 상황이다. 하지만 중동지역에서의 국제연합군의 군사행동을 경계하고 있으며, 이들과의 공조는 거부하고 있는 실정이다.

### 튀르키예
튀르키예와 국경을 맞대고 있는 코바니를 공격하며 터키 본토까지 위협할 수 있는 IS에 대하여 국제사회와 같은 입장을 취하고 있으나, 지상군 파병 등 시리아 영토 내 직접적인 군사지원에 대해서는 난색을 표하고 있다. 하지만 코바니에서 IS와 맞서는 시리아 내 쿠르드민주동맹당(PYD) 소속 쿠르드민병대(YPG)를 지원하기 위한 이라크 쿠르드자치정부(KRG)군의 국경통과를 승인하는 등의 간접적인 지원은 이행하고 있는 상황이다. 또한 터키 내부에서는 테러조직으로 분류되는 쿠르드노동자당(쿠르디스탄 노동자당, PKK)을 중심으로 쿠르드족은 코바니의 시리아 쿠르드족에 대한 터키정부의 지원과 코바니 함락을 저지하기 위한 터키 내 쿠르드족의 시리아 이동을 원하고 있으나, 터키정부는 이를 묵살하고 있으며, 오히려 상호 공격으로 인하여 쿠르드족과의 갈등의 골이 날이 갈수록 깊어지고 있다.

### 이라크
이라크 전쟁으로 수니파세력인 후세인 정권이 무너지면서 미국 주도의 총선을 통하여 인구의 약 65%를 차지하는 시아파가 권력을 장악하였다. IS는 이러한 시아파의 권력독점에 반발하여 등장한 세력이기에, 바그다드를 점령하기 위하여 현재 이라크정부군과 대치 중이며, 이라크 내 또 다른 세력인 쿠르드자치정부(KRG)와도 대치하고 있다.

### 시리아
IS는 시리아 내전으로 인하여 이란을 등에 업은 시아파정권이 위기를 맞을 시기에 반군세력에 동참하여 국제사회의 무기와 장비 등의 지원으로 세를 불리며 시리아정부와 대치하는 구도를 보였으나, 이내 같은 수니파세력인 자유 시리아군 등의 온건반군세력과도 길을 달리하였고, 특히 시리아 내 쿠르드민주동맹당(PYD) 소속 쿠르드민병대(YPG)와는 터키와의 국경이 인접한 코바니를 두고 격렬한 전투를 벌이고 있다.

### 기타 아랍 국가
사우디아라비아, 아랍에미리트, 요르단, 바레인 등 중동 내 미국의 우방국들은 같은 수니파인 IS가 절대 이슬람을 대표할 수 없는 이단이라고 지적하며 IS에 대한 군사동조로 국제연합전선에 가담하고 있다. 특히, 요르단은 자국의 전투기 조종사 무아트 알 카사스베흐 중위가 IS에 의해 화형당한 후 2015년 2월 5일 '순교자 마즈'라는 작전명 하에 전투기 30대를 동원해 시리아 내 IS 군사 훈련 시설과 무기고를 공습했다. 요르단 국왕 압둘라 2세는 “우리는 우리의 믿음과 가치, 인간적 원칙을 지키고자 이 전쟁을 하고 있으며 가차없는 전쟁이 될 것”이라고 했다.

### 미국및 서방 국가
IS는 세계에 막대한 영향력을 행사하고, 자신들의 점령대상인 이라크의 정부를 지원하는 미국과 서방세계를 적으로 간주하고 있다. 미국과 영국, 프랑스 등은 IS의 비인도적인 행위에 대한 비판과 IS에 대한 공습에 나서고 있다. 그 외에 많은 국가들이 이에 공조하고 있으며, 러시아와 중국 또한 이를 지지하고 있다. 2015년 2월 18일 미국의 버락 오바마 대통령은 "IS는 종교 지도자가 아니라 테러리스트일 뿐”이라고 강하게 비판했다. 또한, IS는 10억명의 이슬람 교도를 대표하는 것이 아니라고 말했다.
다른 무장 단체
알카에다, 탈레반, 하마스, 헤즈볼라 등 다른 과격 이슬람 무장 단체 또한 이슬람국가 (IS)를 비이슬람적이고 IS를 너무 잔혹하다고 할 정도로 비판하고 있다.

## 테러리즘

### 파리 테러
이슬람국의 소행이라고 공식 발표된 이 테러는 아바우드라는 사람이 지휘했다. 총 7곳의 파리 도심에서도 테러를 저질렀는데 약 130명이 죽은 것으로 판명되었다. 또한 용의자가 있다고 생각한 아지트를 프랑스 경찰이 급습하자, 아바우드의 사촌 여동생인 아이트불라센은 살려달라고 외쳐 자신이 인질인 척 하다가 경찰이 가까이 오자 폭탄 조끼를 터뜨렸다. 이 사건으로 프랑스 정부는 IS 공습에 대한 차원을 높이는 한편, 미국과 러시아 양국이 프랑스와 협력하여 IS를 격퇴하자고 주장하기도 했다. 이후 프랑스는 IS의 시리아 수도 격인 락까에 대대적인 공습을 가했고, 러시아 또한 프랑스 정부와의 협력을 목표로 락까를 공습했다.

## 미국의 IS 창설 지원 음모론
이집트의 한 웹사이트에서 2014년 8월 초 처음 등장한 이 주장은 미국이 중동지역의 이권을 유지할 목적으로 이 지역을 불안정하게 만들 필요가 있어, 이슬람주의 단체인 무슬림 형제단을 이용해 비밀리에 이슬람국이 창설을 도왔다는 주장을 담고 있다. 특히 미국 민주당의 유력한 차기 대선 주자인 힐러리 클린턴 전 국무장관이 6월 중순 출간한 자서전 "어려운 선택들"(Hard Choices)에서 이를 인정했으니, 확실한 증거라는 주장이다. 또 2011년 이집트 혁명 당시 임시로 문화부 장관직을 역임한 이집트의 가베르 아스푸르(Gaber Asfour)는 최근 대중들 앞에서 "클린턴이 '6월30일 혁명(무르시 대통령을 축출한 이집트 군부 쿠데타)를 막기 위해 이슬람국가(IS)를 창설했다는 것을 인정했다"고 주장하기도 했다. 베이루트 주재 미국 대사관은 6일 페이스북에 "미국이 IS를 테러리스트 집단으로 인정하지 않거나, IS 창설에 역할을 했다는 것은 명백한 거짓이다, 레바논에서 확산되고 있는 이와 상반된 주장은 날조된 것"이라며 소문을 부인했다.
미국 공화당 대통령 후보인 도널드 트럼프는 2016년 8월 10일 플로리다주 포드 로더데일의 선거 유세에서 "오바마가 IS를 창시했으며 거짓말쟁이 힐러리가 공동 창시자이다"고 주장했다.

## 같이 보기
- 이라크 내전 (2014년 - 2017년)
  - 2014년 북부 이라크 공세
- 시리아 내전
- 이라크 반란 (2011년-2013년)
- 2015년 11월 파리 테러